# Campeonato Sul-Americano de Voleibol Masculino Sub-21 de 2004
O Campeonato Sul-Americano de Voleibol Masculino Sub-21 de 2004 é a décima sétima edição do Campeonato Sul-Americano de Voleibol Masculino da categoria juvenil, disputado por seleções sul-americanas e ocorrendo a cada dois anos, cuja competição é organizada pela Confederação Sul-Americana de Voleibol.

## Equipes
- Grupo  A  
  Bolívia 
   Brasil
   Chile 
   Paraguai
  Peru

- Grupo B   
  Argentina 
   Colômbia
  Equador 
  Uruguai
  Venezuela

## Local
- ?, Santiago, Chile

## Fórmula de disputa
As seleções sul-americanas foram distribuídas em dois grupos, cada um com 5 equipes. As duas melhores seleções de cada grupo se cruzam nas finais, e as equipes finalistas decidem o título. A vencedora conquista a qualificação para disputar o Campeonato Mundial de Voleibol Masculino, realizado em 2005.

## Resultados
Grupo A
- Hora local (UTC-3).

|     |          |     | Jogos | Jogos | Jogos | Pontos | Pontos | Pontos | Sets | Sets | Sets  |
| Pos | Equipe   | Pts | T     | V     | D     | V      | P      | R      | V    | P    | R     |
| --- | -------- | --- | ----- | ----- | ----- | ------ | ------ | ------ | ---- | ---- | ----- |
| 1   | Brasil   | 12  | 4     | 4     | 0     | 300    | 179    | 1.676  | 12   | 0    | MAX   |
| 2   | Chile    | 9   | 4     | 3     | 1     | 273    | 240    | 1.138  | 9    | 3    | 3,000 |
| 3   | Paraguai | 6   | 4     | 2     | 2     | 272    | 294    | 0.925  | 6    | 7    | 0.857 |
| 4   | Peru     | 3   | 4     | 1     | 3     | 282    | 315    | 0.895  | 4    | 10   | 0.400 |
| 5   | Bolívia  | 0   | 4     | 0     | 4     | 223    | 322    | 0.693  | 1    | 12   | 0.083 |

| Data   | Hora |          | Placar |          | Set 1 | Set 2 | Set 3 | Set 4 | Set 5 | Total | Relatório |
| ------ | ---- | -------- | ------ | -------- | ----- | ----- | ----- | ----- | ----- | ----- | --------- |
| 27 set |      | Paraguai | 3–1    | Peru     | 25–22 | 25–16 | 23–25 | 25-22 |       | 98–63 | 98–85     |
| 27 set |      | Chile    | 3–0    | Bolívia  | 25–22 | 25–21 | 25–17 |       |       | 75–60 | 75–60     |
| 28 set |      | Chile    | 3–0    | Peru     | 25–23 | 25–19 | 25–9  |       |       | 75–51 | 75–51     |
| 28 set |      | Brasil   | 3–0    | Bolívia  | 25–13 | 25–12 | 25–12 |       |       | 75–37 | 75–37     |
| 29 set |      | Brasil   | 3–0    | Chile    | 25–18 | 25–12 | 25–18 |       |       | 75–48 | 75–48     |
| 29 set |      | Paraguai | 3–0    | Bolívia  | 25–20 | 25–18 | 25–21 |       |       | 75–59 | 75–59     |
| 30 set |      | Brasil   | 3–0    | Paraguai | 25–19 | 25–15 | 25–11 |       |       | 75–45 | 75–45     |
| 30 set |      | Peru     | 3–1    | Bolívia  | 25–7  | 25–19 | 22–25 | 25-16 |       | 97–51 | 97–67     |
| 1 out  |      | Brasil   | 3–0    | Peru     | 25–23 | 25–14 | 25–12 |       |       | 75–49 | 75–49     |
| 1 out  |      | Chile    | 3–0    | Paraguai | 25–16 | 25–17 | 25–21 |       |       | 75–54 | 75–54     |

Grupo B
- Hora local (UTC-3).

|     |           |     | Jogos | Jogos | Jogos | Pontos | Pontos | Pontos | Sets | Sets | Sets   |
| Pos | Equipe    | Pts | T     | V     | D     | V      | P      | R      | V    | P    | R      |
| --- | --------- | --- | ----- | ----- | ----- | ------ | ------ | ------ | ---- | ---- | ------ |
| 1   | Argentina | 12  | 4     | 4     | 0     | 325    | 229    | 1.419  | 12   | 1    | 12,000 |
| 2   | Venezuela | 9   | 4     | 3     | 1     | 282    | 224    | 1.259  | 9    | 3    | 3,000  |
| 3   | Colômbia  | 6   | 4     | 2     | 2     | 301    | 275    | 1.095  | 7    | 6    | 1.167  |
| 4   | Equador   | 3   | 4     | 1     | 3     | 249    | 307    | 0.811  | 3    | 10   | 0.300  |
| 5   | Uruguai   | 0   | 4     | 0     | 4     | 202    | 324    | 0.623  | 1    | 12   | 0.083  |

| Data   | Hora  |           | Placar |           | Set 1 | Set 2 | Set 3 | Set 4 | Set 5 | Total  | Relatório |
| ------ | ----- | --------- | ------ | --------- | ----- | ----- | ----- | ----- | ----- | ------ | --------- |
| 27 set | 18:30 | Argentina | 3–0    | Equador   | 25–17 | 25–14 | 25–20 |       |       | 75–51  | 75–51     |
| 27 set |       | Colômbia  | 3–0    | Uruguai   | 25–12 | 25–18 | 25–12 |       |       | 75–42  | 75–42     |
| 28 set | 17:00 | Venezuela | 3–0    | Equador   | 25–15 | 25–18 | 25–9  |       |       | 75–42  | 75–42     |
| 28 set |       | Argentina | 3–0    | Uruguai   | 25–11 | 25–15 | 25–12 |       |       | 75–38  | 75–38     |
| 29 set | 19:00 | Colômbia  | 3–0    | Equador   | 25–19 | 25–19 | 25–19 |       |       | 75–57  | 75–57     |
| 29 set |       | Argentina | 3–0    | Venezuela | 25–20 | 25–19 | 25–17 |       |       | 75–56  | 75–56     |
| 30 set |       | Venezuela | 3–0    | Colômbia  | 25–22 | 26–24 | 25–21 |       |       | 76–67  | 76–67     |
| 30 set | 19:00 | Equador   | 3–1    | Uruguai   | 25–19 | 24–26 | 25–22 | 25-15 |       | 99–67  | 99–82     |
| 1 out  |       | Argentina | 3–1    | Colômbia  | 25–16 | 25–21 | 25–27 | 25-20 |       | 100–64 | 100–84    |
| 1 out  |       | Venezuela | 3–0    | Uruguai   | 25–13 | 25–9  | 25–18 |       |       | 75–40  | 75–40     |

## Semi-Finais
| Data  | Hora |           | Placar |           | Set 1 | Set 2  | Set 3 | Set 4 | Set 5 | Total  | Relatório |
| ----- | ---- | --------- | ------ | --------- | ----- | ------ | ----- | ----- | ----- | ------ | --------- |
| 2 out |      | Brasil    | 3–0    | Venezuela | 25–12 | 25–23  | 25–18 |       |       | 75–53  | 75–53     |
| 2 out |      | Argentina | 3–0    | Chile     | 25–18 | 25–230 | 25–22 |       |       | 75–270 | 75–60     |

## 3º e 4º lugar
| Data  | Hora  |           | Placar |       | Set 1 | Set 2 | Set 3 | Set 4 | Set 5 | Total | Relatório |
| ----- | ----- | --------- | ------ | ----- | ----- | ----- | ----- | ----- | ----- | ----- | --------- |
| 3 out | 16:30 | Venezuela | 3–0    | Chile | 25–21 | 25–12 | 25–17 |       |       | 75–50 | 75–50     |

## Final
| Data  | Hora  |        | Placar |           | Set 1 | Set 2 | Set 3 | Set 4 | Set 5 | Total | Relatório |
| ----- | ----- | ------ | ------ | --------- | ----- | ----- | ----- | ----- | ----- | ----- | --------- |
| 3 out | 18:30 | Brasil | 3–1    | Argentina | 25–20 | 20–25 | 25–20 | 26-24 |       | 96–65 | 96–89     |